# Station Leupegem
Station Leupegem is een voormalig spoorwegstation langs spoorlijn 86 (De Pinte-Basècles) in Leupegem, een deelgemeente van de stad Oudenaarde. In dit station takte spoorlijn 85 (Leupegem-Herzeeuw) af.
Het stationsgebouw dateert uit de tijd dat de standaardisatie ingezet werd. Groep Gent en Doornik bouwden identieke stations. Dit stations kan ook teruggevonden worden in Schoonaarde. Sinds de sluiting van het station in 1984 ligt het gebouw er bouwvallig en verwaarloosd bij. De vertrekken werden nog enkele jaren als woningen verhuurd, maar doen thans dienst als rommelhok.
Het station ligt nog aan de lijn tussen Gent en Ronse, maar is geen halte meer.
Het station is verbouwd tot jeugdcentrum.

## Aantal instappende reizigers
De grafiek en tabel geven het gemiddeld aantal instappende reizigers weer op een week-, zater- en zondag.
| Tabel: aantal instappende reizigers station Leupegem | Tabel: aantal instappende reizigers station Leupegem | Tabel: aantal instappende reizigers station Leupegem | Tabel: aantal instappende reizigers station Leupegem |
|                                                      | Weekdag                                              | Zaterdag                                             | Zondag                                               |
| ---------------------------------------------------- | ---------------------------------------------------- | ---------------------------------------------------- | ---------------------------------------------------- |
| 1977                                                 | 83                                                   | 0                                                    | 0                                                    |
| 1978                                                 | 94                                                   | 0                                                    | 0                                                    |
| 1979                                                 | 108                                                  | 0                                                    | 0                                                    |
| 1980                                                 | 98                                                   | 0                                                    | 0                                                    |
| 1981                                                 | 99                                                   | 0                                                    | 0                                                    |
| 1982                                                 | 116                                                  | 0                                                    | 0                                                    |
| 1983                                                 | 100                                                  | 0                                                    | 0                                                    |

0,0: Leupegem ·
3,7: Melden ·
8,7: Berchem (Kluisbergen) ·
11,5: Ruien ·
15,3: Avelgem ·
18,5: Bossuit ·
21,2: Sint-Denijs-Helkijn ·
24,9: Spiere ·
26,7: Dottignies-Saint-Léger ·
28,3: Evregnies ·
31,3: Herzeeuw
0,0: De Pinte ·
4,5: Eke-Nazareth ·
8,0: Gavere-Asper ·
10,5: Zingem ·
13,3: Heurne ·
15,2: Eine ·
18,0: Oudenaarde ·
20,2: Leupegem ·
23,8: Etikhove ·
28,1: Louise-Marie ·
29,4: Marijve ·
31,7: Ronse ·
35,1: Dergneau ·
37,2: Anvaing ·
39,8: Ellignies ·
41,6: Frasnes-lez-Anvaing ·
46,3: Grandmetz ·
49,2: Leuze ·
53,2: Tourpes ·
56,0: Thumaide ·
57,1: Basècles ·
58,8: Basècles-Groeven